# Гартгаузен
Гартгаузен (нім. Harthausen) — громада в Німеччині, розташована в землі Рейнланд-Пфальц. Входить до складу району Рейн-Пфальц. Складова частина об'єднання громад Ремерберг-Дуденгофен.
Площа — 8 км2. Населення становить 3137 ос. (станом на 31 грудня 2020).